# Муни Витчер
Муни Витчер (Moony Witcher, настоящее имя Роберта Риццо (итал. Roberta Rizzo); 26 октября 1957 года, Венеция) — итальянская писательница. Занимается также криминальной журналистикой.

## Биография
Роберта Риццо родилась в Венеции в 1957 году. Закончила философский факультет венецианского университета Ка`Фоскари. С 1982 по 1983 год училась в МГУ, где писала диссертацию по философии, в основу которой легли исследовательские работы по психологии Л. С. Выготского (данная информация пока не нашла подтверждения в италоязычных источниках). После учёбы Роберта Риццо преподавала в средней школе и лицеях, занималась научными исследованиями в области детской психологии и педагогики, что, несомненно, помогло ей в создании образов героев приключенческих романов для детей. В 1985 году Риццо занялась криминальной журналистикой, работая в журналах издательской группы L’Espresso. В качестве наблюдателя посещала психиатрические клиники, занимаясь исследованиями шизофрении.
Литературной деятельностью занялась в начале 2000-х, опубликовав в 2002 году под псевдонимом Муни Витчер (Лунная Волшебница) свою первую книгу «Нина — девочка Шестой Луны», которая положила начало фэнтезийному циклу «Нина. Девочка Шестой Луны». Позднее автор начала ещё несколько циклов, героями которых стали мальчик Джено, девочка Морга и кот Фантазио. Циклы книг о Нине и Джено переведены на русский и изданы в России издательством «Махаон», трилогию о Морге опубликовало в России издательство «Эксмо». В 2014 году, используя своё настоящее имя, Риццо опубликовала свой первый роман, предназначенный для более взрослой аудитории.
В 2004 году основала и возглавила компанию Sesta Luna, которая занимается организацией мероприятий для детей и подростков.

## Книги

### Книги о приключениях Нины
На русском языке издавались издательством «Махаон» в переводе В. М. Николаева, кроме книги «Нина. Волшебная книга девочки Шестой Луны».
- 2002 — La bambina della Sesta Luna (в русском переводе «Нина — девочка Шестой Луны»)
- 2003 — Nina e il mistero dell'Ottava Nota («Нина и загадка Восьмой ноты»)
- 2004 — Nina e la maledizione del Serpente Piumato («Нина и заклятье Пернатого змея»)
- 2005 — Nina e l'Occhio Segreto di Atlantide («Нина и тайный Глаз Атлантиды»)
- 2005 — Il club di Nina. Per una vita da Sesta Luna («Нина. Дневник девочки Шестой Луны»)
- 2012 — Nina e il Numero Aureo («Нина и Золотое Число», 2014)
- 2014 — Nina e il potere dell'Absinthium («Нина и Сила Абсинтиума», 2015)
- 2017 — Nina e l'Arca della Luce («Нина и Арка Света», 2017)
- «Нина. Волшебная книга девочки Шестой Луны» (перевод Н. Лебедевой, «Махаон», 2010)

### Книги о Джено
На русском языке издавались издательством «Махаон».
- 2006 — Geno e il sigillo nero di madame Crikken («Джено и черная печать мадам Крикен», 2009)
- 2007 — Geno e la runa bianca del girifalco d'oro («Джено и белая руна золотого сокола», 2008)
- 2008 — Geno e lo specchio rosso della verità («Джено и красное зеркало истины», перевод И. Цибизовой, 2010)

### Книги о приключениях Морги
На русском языке издавались издательством «Эксмо» в переводе Е. Е. Ефимовой.
- 2009 — Morga, la maga del vento (в русском переводе «Морга волшебница ветра — судьба пророчества», 2013)
- 2010 — Morga, la maga del vento - Il deserto di Alfasia («Морга волшебница ветра — магия голубой бабочки», 2013)
- 2011 — Morga, la maga del vento - La fine della profezia («Морга волшебница ветра — последний дар», 2013)

### Книги о приключениях Гатто Фантазио
В России не издавались.
- 2007 — La magica avventura di Gatto Fantasio
- 2007 — Gatto Fantasio e il Libro dei Quattro Artigli d'Oro
- 2008 — Gatto Fantasio e la miniera stregata
- 2009 — Gatto Fantasio e la statua di cera
- 2011 — Gatto Fantasio nel Deserto delle Code Spezzate
- 2011 — Gatto Fantasio e le giostre incantate del Girobaffo

### Книги о приключениях Гарри Хопа
- 2018 — Гарри Хоп и остров тайн (Il lungo viaggio di Garry Hop)
- 2019 — Гарри Хоп и золотой эликсир (Il risveglio dei giganti)

### Книги для взрослых
- 2014 — Rossa come l'amore perduto

## Персонажи книг

### «Нина»
Сюжеты книг о космической девочке-волшебнице с русским именем Нина появились совсем не случайно. В середине 1960-х годов юная Роберта встретилась в Венеции с Валентиной Терешковой, которая приехала по приглашению итальянских коммунистов, лидером которых в Венеции в это время был отец Роберты Риццо. Именно встреча с первой женщиной-космонавтом планеты Земля пробудила у неё интерес ко всему неизведанному и непознанному, и именно её образ лёг в основу создания храброй, честной, отчаянной, красивой героини её книг — Нины.
- Нина де Нобили —Главная героиня. Начинает свои приключения с 10 лет. Девочка Шестой Луны, решившая продолжить дело деда Миши.
- Фьоре — подруга Нины, хрупкая девочка с короткими черными волосами. Мечтательная, романтичная, всезнайка и отчасти сноб. Интересуется классической музыкой и живописью, часто спит с открытыми глазами, очень любит демонстрировать знание латыни. При первом появлении носит синее платье с короткими рукавами и зелёные сандалии. Боится пауков.
- Франческо (Ческо) — друг Нины с «ёжиком» на голове и в очках. Разбирается в компьютерах. Позже влюбился в Нину и подарил ей кольцо.
- Рокси — подруга Нины, крепышка с хорошо развитой мускулатурой. У неё пышные светлые волосы. Главный силач компании. Одевается весьма эксцентрично — при первом появлении облачена в жёлтую мини-юбку, сабо и белую майку.
- Додо — друг Нины, заикается. Немного трусливый, рыжеволосый.
- Лже-Андора — андроид Каркона, который вскоре перешёл на сторону Нины. Позже влюбился в андроида деда Миши Макса 10-п1. Сейчас живёт в подводной лаборатории Акуэо Профундис.
- Каркон — злодей и главный враг Нины.
- Люба — добрая русская няня Нины.
- Хосе — бывший учитель и помощник Нины.Убит Лже-Андорой за предательство.
- Макс 10-п1 — андроид — друг Нины. Живёт в подводной лаборатории Акуэо Профундис.
- Дед Миша — дедушка Нины, алхимик.
- Этэрэя — мать всех алхимиков, живёт на Ксораксе.
- Вишиоло — главный слуга Каркона по прозвищу Одноглазый(Кривой).
- Алвиз и Барбесса — андроиды, созданные Карконом и избившие Додо.
- Ирена, Гастило и Сабина — 3 верных андроида Каркона погибшие от Кабитуса Морбанте.
- Ливио Борио — положительный персонаж, призрак, возродивший со своим отцом Каркона в 5-й книге. Каркону они родственники. Ливио 14 лет. Пытается влюбить в себя Нину, чтоб доказать силу своей магии, но позже сам в неё влюбляется, и возникает любовный треугольник — Ческо/Нина/Ливио.Предаёт Каркона ради Нины и крадёт у него его элексир жизни.Когда пытается спасти Нину, Каркон убивает его в магме двери Каоса, но он все же остаётся существовать мучаясь в магме. В седьмой книге помогает из двери Каоса призраку профессора Миши спастись от Каркона.Чтобы спасти Нину и её друзей забирает Каркона в дверь Каоса , а сам умирает полностью решив что так будет лучше для его любви.
- Джакопо Борио — отрицательный персонаж, призрак, отец Ливио и родственник Каркона. В виде человека жил в 1500 году. Помог Каркону завладеть Дверью Каоса. Первый раз появляется в пятой части. Своим сыном горд и уверен в его силе искушения.Умер от Дивапов.
- Джолия — нестандартно больших размеров черепаха-привидение, алхимик с Ксоракса. Прилетает на Землю по приказу Этэрэи вместе с Фило Морганте и помогает Нине и её друзьям в 5-й книге. Немного ворчлива. Любит посетовать на жизнь. Для питания требуется препарат Джиролума.
- Фило Морганте — приведение, алхимик с Ксоракса. В 5-й книге прилетает на Землю по приказу Этэрэи вместе с Джолией. В виде человека жил в 1400 году. В книге также упоминаются препараты, изобретения и схемы, созданные им. Всегда ходит в красной шляпе.
- Эдоардо Дель Гуроне — призрак рыцаря в серебряных доспехах. Не один раз помогал Нине и её друзьям.Погиб от пауков Каркона.
- Мэр Лорис Сибило Лоредан - отрицательный персонаж.Мэр города, а также человек-змея.Помогает Каркону уничтожить Нину.Умер на острове Клементе.

### «Джено»
- Джено Астор Венти — главный герой книги, одиннадцатилетний мальчик, ищущий своих родителей. Во 2-й книге ему исполняется 12 лет.
- Рене Астор Венти — брат Джено. После опытов Ятто фон Цантара стал полусоколом — получеловеком. Полюбил Доротею.
- Флебо Молекула — дядя Джено и Рене. Милый, безобидный доктор.
- Суоми, Доротея Лиекко — подруги Джено и Рене, двоюродные сестры. Родом из Финляндии. Суоми была слепа, однако Джено её полюбил.
- Мадам Крикен — 3-й близнец. Настоящее имя Марго Астор Венти, сапиенса Аркса Ментиса. Специалист по метафизической кухне. Была сообщницей Ятто фон Цантара в похищении родителей Джено и Рене, так как тогда он убедил её, что Корина и Пьер — незаконные маги. Но позже, разобравшись в коварстве немецкого суммуса, решила помогать Джено в поисках родителей. Именно она рассказала мальчику о Арксе Ментисе и дала карту. Марго была любимой ученицой Риккардо Железного песта — великого суммуса сапиенса, правившего до Ятто. Лелеет мечту самой стать суммусом и во второй книге, после мятежа восставших псиофоф, вставших на сторону Ятто, и раскола сил Аркса на Секту Повстанцев и Новый Союз, становится суммусом. Но провозглашена им она была незаконно, потому мозаика Аркса не учитывала это и изображение Марго оставалось на том месте, где и было. После превращения Ятто в живую тень, суммусом Марго стала официально.
- Ятто фон Цантар — бывший суммус сапиенс Аркса Ментиса. Властолюбивый немец. Захватил родителей Джено для создания Клонафорта. Подверг Джено суплициуму.
- Батерфляй О`Коннор — ирландская сапиенса, экономка Аркса Ментиса. Перешла на сторону Ятто фон Цантара.
- Ранья Мохатдина — арабская сапиенса, помощница мадам Крикен по метафизической кухне. Перешла на сторону Ятто фон Цантара, но после поняла свою ошибку и была отравлена «за предательство» мисс Баттерфляй О`Коннор.
- Стас Бендатов — русский доктор Аркса Ментиса. Любит субкандов (погружаться на них в озеро).
- Набир Камбиль — тибетский сапиенс крепости Аркс Ментис. Считается святым. Не раз помогал Джено.
- Пьер Астор Венти, Корина Молекула — родители Джено и Рене. Были заточены в куполе Аркса Ментиса Ятто фон Цантаром.
- Пило Магический Росток — Бывший Церемонимейстер. Стал помощником Ятто фон Цантара.
- Эулалия Страбикасиос — греческая сапиенса, помогавшая мадам Крикен. Страдала нервным тиком.
- Дафна Огроджан — армянская псиофа. Помогала Джено в поисках родителей.
- Тантре Стендж Виоо — 2-й близнец. Настоящие имя Джено Астор Венти. Является 3-м экстрасапиенсом.
- Свево Астор Ветни — 1-й близнец, дедушка Джено и Рене.
- Пауль Астор Венти — Сумус Сапиенс 1666 года. Создал Клонофорт и 15-ю руну.
- Аноки Кериоки — Красный Волк (прозвище). Индеец с 3-го курса, друг Джено. Помогал в поисках.
- Тоам Ротандра — африканский антей, неудачным заклинанием был «приклеен» к японскому антею Юди Ода.
- Боб Липман — противный американский антей. Пытался помешать Аноки сдать экзамены, но сам попался на свою же уловку и погиб.
- Агата Войцик — польская антея, желавшая выслужиться перед Ятто фон Цантаром. Была причастна к некоторым инцидентам, происходившим Арксе Ментисе.
- Эзра Мур — антей из Англии, появившийся только в 3-й книге.